# Groupe Bertrand
Groupe Bertrand, основанная в 1997 году Оливье Бертраном, является французской компанией в сфере гостеприимства, общественного питания и розничной торговли. По состоянию на 2015 год в группе насчитывается 250 заведений.
Холдинговая компания Ob Holding была основана в 1992 году и с 4 мая 2018 года возглавляется Кристофом Гашеном . Его штаб-квартира находится на улице Дегинган, 55 в Леваллуа-Перре.